# Colby, Kansas
Colby là một thành phố thuộc quận Thomas, tiểu bang Kansas, Hoa Kỳ. Năm 2010, dân số của xã này là 5387 người.

## Dân số
Dân số các năm:
- Năm 2000: 5450 người
- Năm 2010: 5387 người